# Boris Gryzlov

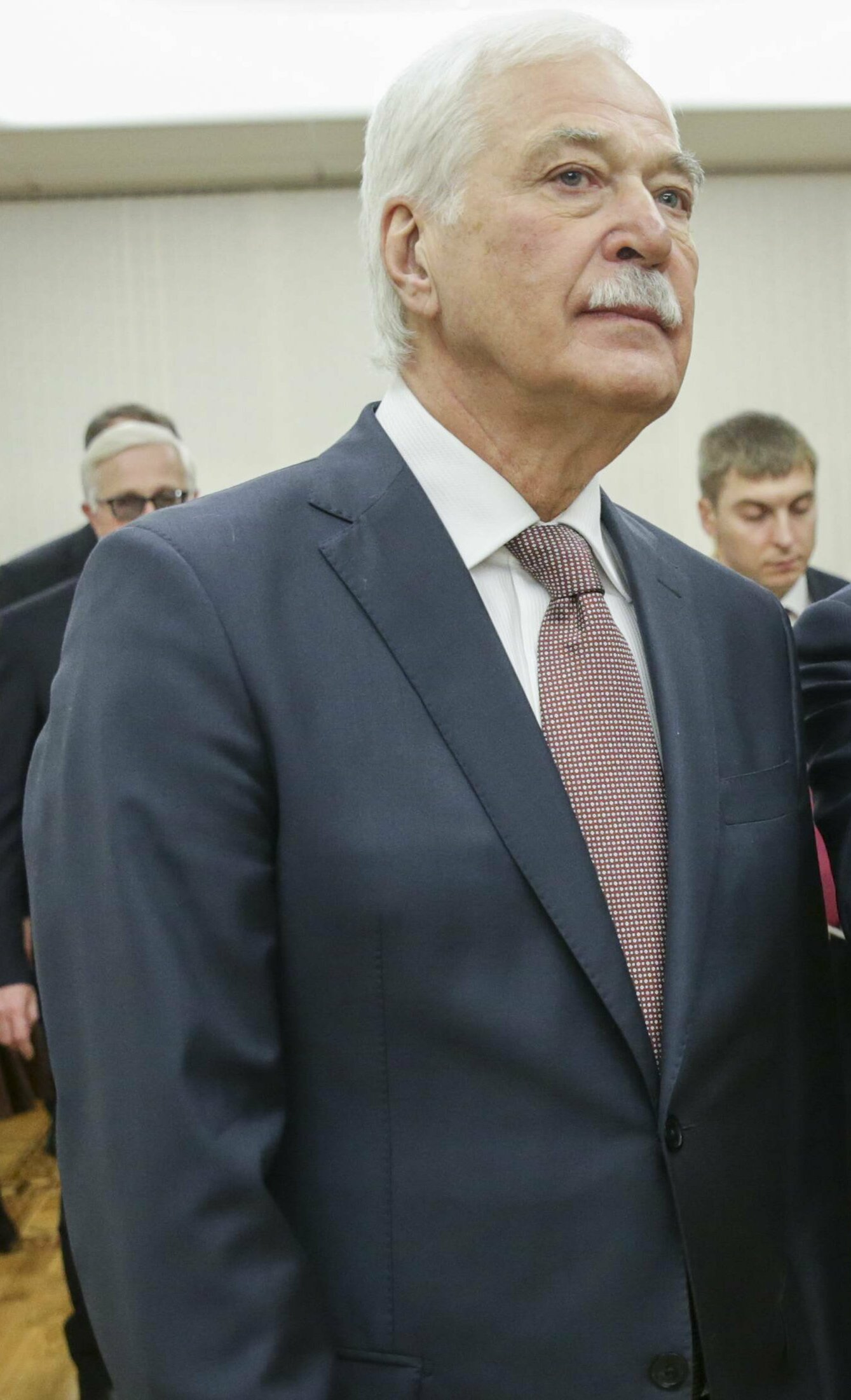
Boris Gryzlov

Boris Gryzlov är rysk talman i stadsduman i Moskva. Han var tidigare KGB-anställd men är nu en av Vladimir Putins närmaste män. Han är en av dem som tycker att Josef Stalin var bra för Rysslands del och vid minnesdagen av Stalins födelsedag i december 2005 sade han officiellt att han tyckte att man skulle uppskatta sin forne ledare med en högtid.